# Ashton Keynes Castle
Ashton Keynes Castle war eine Burganlage in Ashton Keynes bei Cricklade, Wiltshire in Großbritannien.

## Geschichte
Die Burganlage wurde im 12. Jahrhundert von der Familie Keynes erbaut und bis ins 13. Jahrhundert bewohnt. Von der einstigen Burg erhielt sich nur das Erdwerk.
Die Anlage ist tagsüber frei zugänglich.